# 亀山古墳 (加西市)
亀山古墳（かめやまこふん）は、兵庫県加西市笹倉町にある古墳。形状は円墳。加西市指定史跡に指定され、副葬品埋納施設出土遺物は加西市指定有形文化財に指定されている。

## 概要
兵庫県南部、北条盆地を一望する独立丘陵「亀山」の頂上（標高約163メートル）に築造された古墳である。1937年（昭和12年）に発掘されて副葬品が出土しているほか、2004年（平成16年）に発掘調査が実施されている。
墳形はやや楕円の円形で、長径約48メートル・短径約44メートルを測る。墳丘外表には凝灰岩質の岩盤が露出し、葺石は認められていない。また墳丘裾には円筒埴輪列が巡らされ、数本ごとに木柱を立てる。埋葬施設は墳頂における土坑2基で、いずれも岩盤を掘り込んで構築されている。第1埋葬施設は石蓋の土坑で、土坑内からは人骨のほか鏡1・甲冑類・刀剣類・剣・鏃束・槍が出土している。隣接して副葬品埋納施設が設けられており、鉄鏃多数や農工具・砥石が検出されている。第2埋葬施設は小型の土坑で、鏡1・刀剣・鏃・短甲などが出土している。
築造時期は、古墳時代中期の5世紀後半ごろと推定される。副葬品に玉類は含まれず、甲冑副葬の様相からは被葬者は男性と推測される。4世紀末ごろの玉丘古墳の築造に始まる玉丘古墳群に近在することから、玉丘古墳群との密接な関係が示唆されるが、玉丘古墳とは眺望の方向が異なり性格の違いが注意される。未盗掘の状態で副葬品の全容が判明した貴重な事例であるとともに、石蓋土坑には鏡・甲冑・刀剣を、副葬品箱には農工具を納めるという副葬品の取り扱いの違いがうかがえる点で重要視される古墳になる。
古墳域は1968年（昭和43年）に加西市指定史跡に指定され、副葬品埋納施設出土遺物は2011年（平成23年）に加西市指定有形文化財に指定されている。

## 遺跡歴
- 1937年（昭和12年）、地元村民が亀山山頂を発掘、埋葬施設から副葬品出土。現地調査（京都大学の梅原末治ら、1939年に報告。出土品の多くは東京国立博物館保管）[2]。
- 1968年（昭和43年）3月30日、加西市指定史跡に指定。
- 2004年（平成16年）、発掘調査。副葬品埋納施設を検出（加西市教育委員会・加西市史編さん委員会、2005・2006年に報告）[1]。
- 2011年（平成23年）3月25日、副葬品埋納施設出土遺物が加西市指定有形文化財に指定。

## 埋葬施設
第1埋葬施設
石蓋土坑。長さ4.5メートル、幅0.8メートル、深さ0.7メートル。
両側壁はやや上に開き、天井石7枚を架ける。土坑内では、人骨（上顎）のほか、頭位から鏡1・甲冑類・刀剣類、足位から剣・鏃束・槍が出土している。
隣接して副葬品埋納施設が検出されている（平成16年調査で検出）。木箱で、長さ3.5メートル・幅0.4メートルを測り、断面形は楕円形である。木箱内では、北端付近に向きを違えた鏃束が（矢筒5個が存在か）、中央付近に大型の鉄鏃が、南に農工具（鉄鎌・鉄斧など）・砥石のほか箱の鉤に関係するとみられる遺物が検出されている。
第2埋葬施設
土坑。長さ3.5メートル・幅0.8メートル・深さ0.45メートル。
第1埋葬施設とは主軸を異にする小型の土坑である。天井石はなく、板材を架けたとみられる。土坑内では、鏡1・刀剣・鏃・短甲などが出土している。

## 文化財

### 加西市指定文化財
- 有形文化財
  - 亀山古墳副葬品埋納施設出土遺物（考古資料） - 明細は以下。2011年（平成23年）3月25日指定[3]。
    - 長頸鏃 154点
    - 短茎鏃 5点
    - 有茎鏃 3点
    - 胡籙金具 2点
    - 鍬鋤先 3点
    - 鎌 3点
    - 斧 4点
    - 鑿 6点
    - 砥石 1点
    - 鉋 2点
    - 刀子 7点
    - 不明鉄製品 9点
- 史跡
  - 亀山古墳 - 1968年（昭和43年）3月30日指定。

### その他

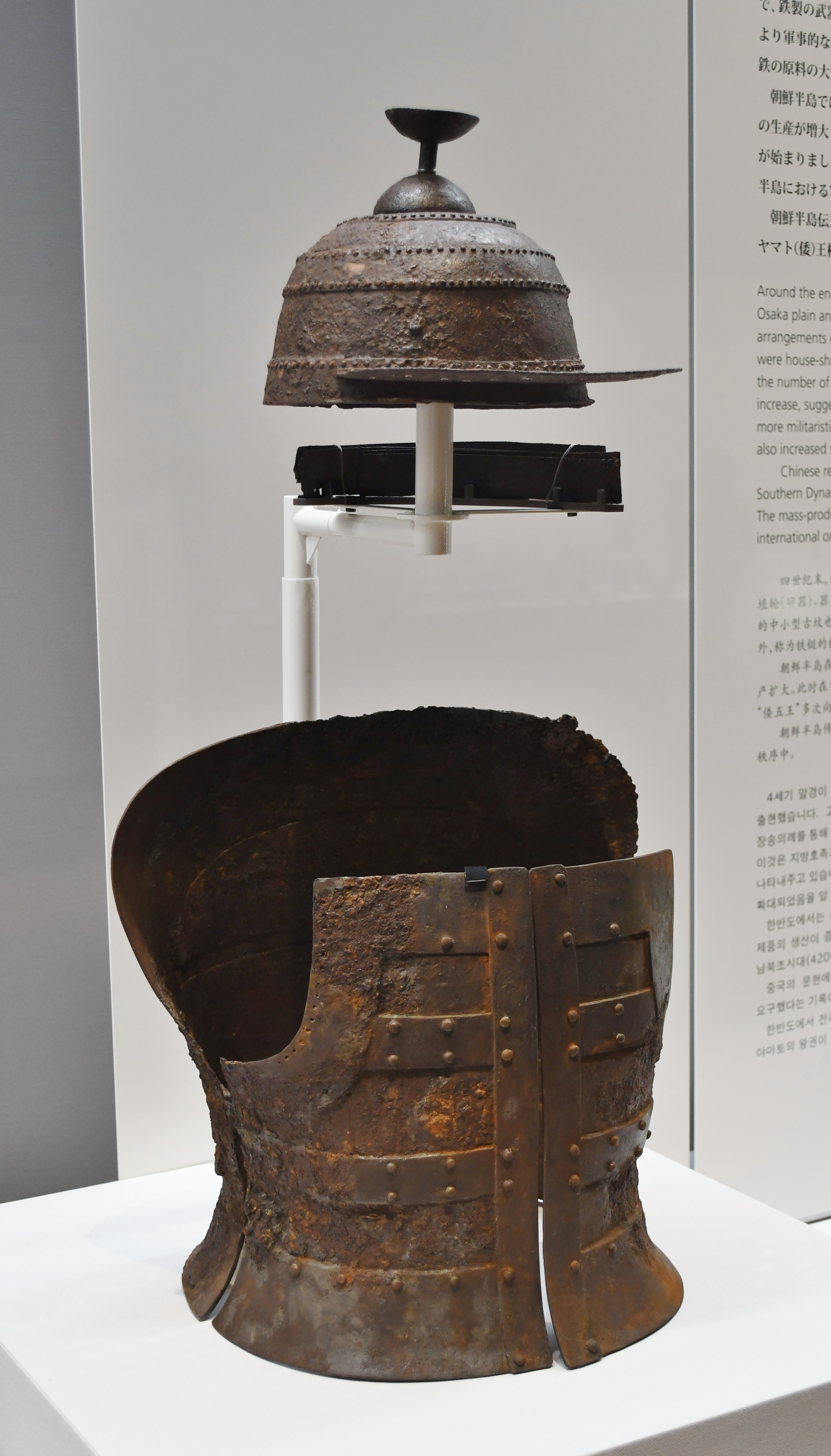
甲冑東京国立博物館展示。

- 画文帯四神四獣鏡 兵庫県加西市亀山1号墳出土 - 東京国立博物館保管[4]。
- 鉄鏃 4個 兵庫県加西市亀山1号墳出土 - 東京国立博物館保管[5]。
- 鉄刀 兵庫県加西市亀山1号墳出土 - 東京国立博物館保管[6]。
- 鉄剣 兵庫県加西市亀山1号墳出土 - 東京国立博物館保管[7]。
- 蛇行鉄矛 兵庫県加西市亀山1号墳出土 - 東京国立博物館保管[8]。
- 横矧板鋲留眉庇付冑 兵庫県加西市亀山1号墳出土 - 東京国立博物館保管[9]。
- 横矧板鋲留短甲 兵庫県加西市亀山1号墳出土 - 東京国立博物館保管[10]。
- 短甲残欠 1領分 兵庫県加西市亀山1号墳出土 - 東京国立博物館保管[11]。
- 円筒埴輪残欠 1個 兵庫県加西市亀山1号墳出土 - 東京国立博物館保管[12]。

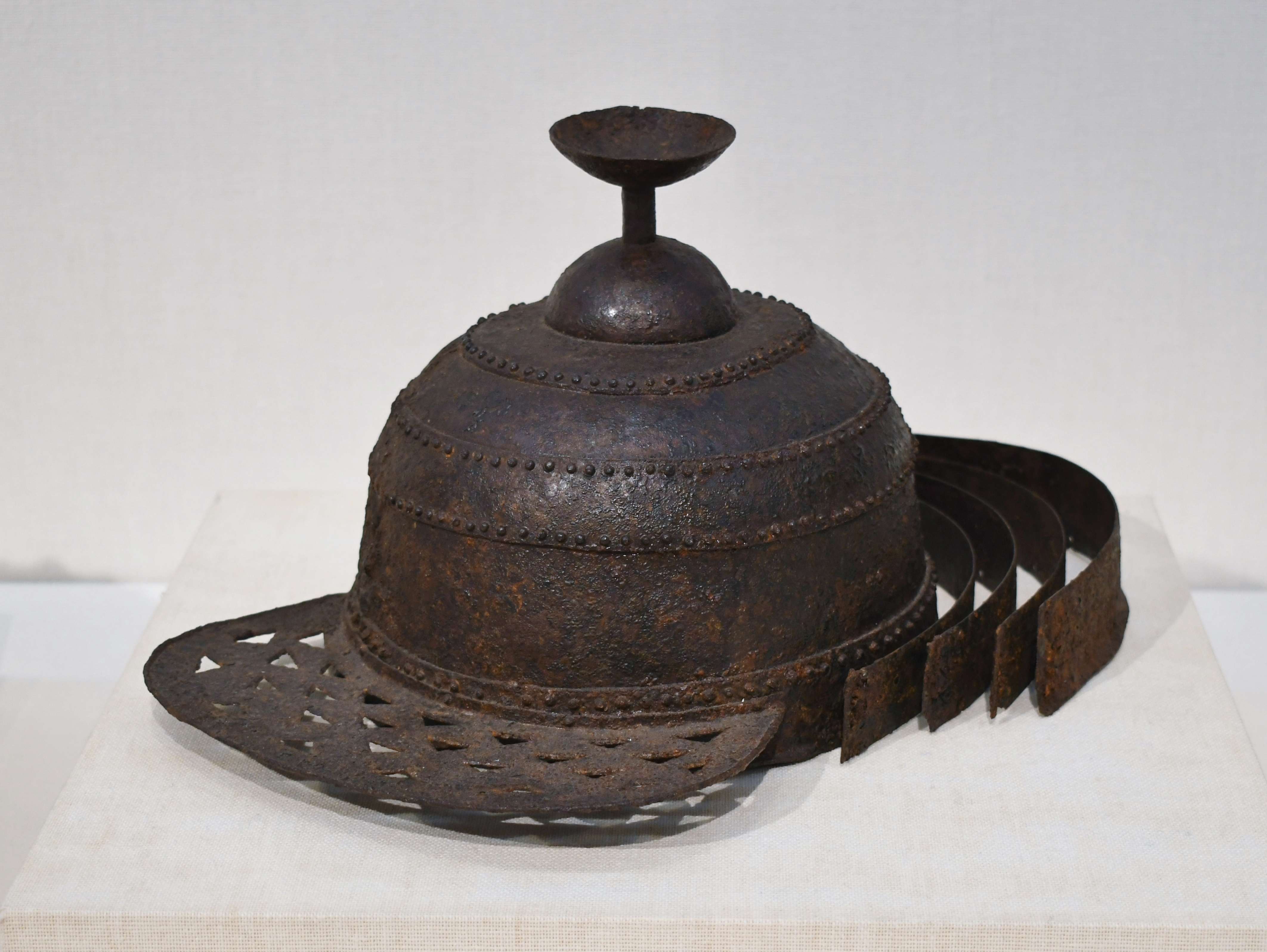
横矧板鋲留眉庇付冑 東京国立博物館蔵、兵庫県立考古博物館企画展示時に撮影。
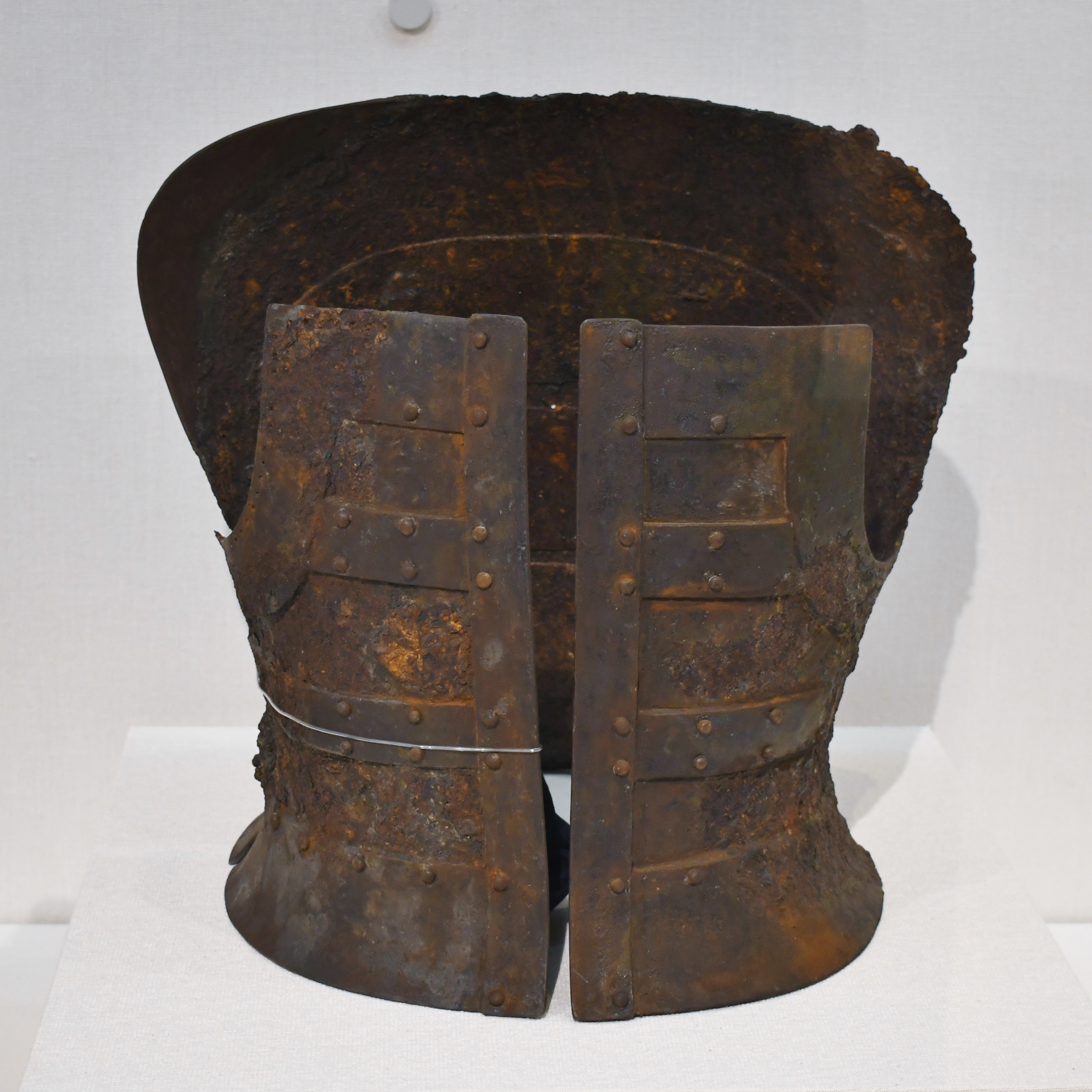
横矧板鋲留短甲 東京国立博物館蔵、兵庫県立考古博物館企画展示時に撮影。

## 関連施設
- 加西市埋蔵文化財整理室（加西市北条町古坂）
- 東京国立博物館（東京都台東区） - 亀山古墳の出土品を保管。

## 関連文献
（記事執筆に使用していない関連文献）
- 「在田村亀山古墳と其の遺物」『兵庫縣史蹟名勝天然紀念物調査報告』 第14輯、兵庫県、1939年。 - リンクは国立国会図書館「次世代デジタルライブラリー」。
- 『玉丘古墳群I -亀山古墳-』 加西市埋蔵文化財調査報告55、加西市教育委員会、2005年。
- 『玉丘古墳群II -亀山古墳2 笹塚古墳-』 加西市埋蔵文化財調査報告57、加西市教育委員会、2006年。
- 『加西市史』 第1巻（本編1）考古・古代・中世、加西市、2008年。
- 『加西市史』 第7巻（史料編1）考古、加西市、2010年。